# Таращук Віра Петрівна
Віра Петрівна Таращук (24 грудня 1936, Жашків — 1980) — українська астрономка, дослідниця небесної механіки, походження та еволюція комет, сонячного вітру, фізики Сонця, малих тіл Сонячної системи.

## Життєпис
Народилася 24 грудня 1936 р. у м. Жашків Черкаської області Української РСР.
У 1958 р. закінчила Київський державний університет імені Т. Г. Шевченка.
У 1975 р. у Таджицькому державному університеті імені В. І. Леніна в м. Душанбе Таджицької РСР захистила кандидатську дисертацію «Активні процеси у кометах і сонячний вітер». Робота була виконана в Головній астрономічній обсерваторії АН Української РСР.
Працювала старшою науковою співробітницею відділу фізики Сонця Кримської астрофізичної обсерваторії.
у 2007 році разом із Г. Назарчуком (посмертно) та Л. Шульманом отримала премію НАН України імені М. П. Барабашова за цикл робіт «Відкриття і дослідження нових фізичних явищ в ядрах та атмосферах комет».

## Відзнаки
- Премія НАН України імені М. П. Барабашова

## Основні публікації
1. Коноплева В.П., Гараздо-Лесных Г. А., Ступин В. И., Таращук В. П. Фотографические наблюдения кометы Икейя-Секи 1965f в СССР. - К.: Наук. думка, 1970.-26с.
2. Барановский Э. А., Кондрашова Н. П., Пасечник М. Н., Таращук В. П. Физические условия в хромосфере солнечной двухленточной вспышки, сопровождавшейся выбросом. II //Кинематика и физика небесных тел, 2014, Т. 30, № 6.—С. 14—26.
3. Observation of Effects of the Comet Shoemaker-Levy 9 Impact on Jupiter Obtained with the Television Complex of the Crimean Astrophysical Observatory / A. N. Abramenko, V. V. Bochkov, L. G. Karachkina, V. V. Prokof’eva, V. P. Tarashchuk // Solar System Research.- 1996.- Vol. 30, No. 2.- P. 101 – 107
4. Наблюдения эффектов падения кометы Шумейкера-Леви 9 на Юпитер, полученные на телевизионном комплексе Крымской астрофизической обсерватории / А. Н. Абраменко, В. В. Бочков, Л. Г. Карачкина, В. В. Прокофьева, В. П. Таращук // Астрон. вестник.- 1996.- Т. 30, № 2.- С. 116 - 122.